# Hypersonic Air-breathing Weapon Concept
El concepto de arma hipersónica que respira aire (Hypersonic Air-breathing Weapon Concept, HAWC, pronunciado "hawk") es un proyecto de misil de crucero hipersónico lanzado desde el aire propulsado por scramjet en la Agencia de Proyectos de Investigación Avanzados de Defensa de EE. UU. (DARPA), cuyo vuelo hipersónico se anunció con éxito en septiembre de 2021. Es un arma de energía cinética, sin ojiva explosiva.
El scramjet propulsaba el misil a "una velocidad superior a Mach 5 (más de 3.700 millas por hora)".
El primer vuelo exitoso tuvo lugar en septiembre de 2021. Se llevaron a cabo más pruebas a mediados de marzo de 2022, pero en ese momento se mantuvieron en secreto para evitar la impresión de una escalada contra Rusia durante la invasión rusa de Ucrania. La existencia de la prueba se reveló a principios de abril de 2022.
El director principal de Hypersonics, Mike White, afirmó que el HAWC sería más pequeño que los vehículos de planeo hipersónico y, por lo tanto, podría lanzarse desde una gama más amplia de plataformas. White también señaló que HAWC podría integrar a los solicitantes más fácilmente. DARPA solicitó 60 millones de dólares para MoHAWC, el programa sucesor de HAWC, en el año fiscal 2023.
El 18 de julio de 2022, DARPA informó sobre la tercera prueba de vuelo exitosa del HAWC: el misil pudo volar a una velocidad de Mach 5 (6.100 km/h; 3.800 mph) a una altitud de más de 60.000 pies (18 km; 11 millas) por más de 300 millas náuticas (560 km; 350 millas).
El 30 de enero de 2023, DARPA y Lockheed Martin informaron sobre la última prueba de vuelo exitosa del HAWC: al igual que en su prueba de vuelo anterior, el misil pudo volar a una velocidad de Mach 5 (6.100 km/h; 3.800 mph) en la altitud. de más de 60.000 pies (18 km; 11 millas) durante más de 300 millas náuticas (560 km; 350 millas), y demostró rendimiento y capacidades mejorados. DARPA planea promover estas mejoras tecnológicas a través del programa Más Oportunidades con HAWC (MOHAWC).
La tecnología desarrollada para el demostrador HAWC se utilizó para influir en el diseño del misil de crucero de ataque hipersónico (HACM), un programa de registro de la Fuerza Aérea de EE. UU. para crear un misil hipersónico propulsado por un scramjet que pudiera desplegarse como arma operativa.  El contrato para seguir desarrollando HACM se adjudicó a Raytheon en septiembre de 2022. HACM utilizará un scramjet de Northrop Grumman.